# Rijksbeschermd gezicht Rimburg
Het rijksbeschermd gezicht Rimburg is een van rijkswege beschermd dorpsgezicht in Rimburg in de Nederlands-Limburgse gemeente Landgraaf.

## Beschrijving gebied
Het beschermde gebied bestaat uit de oude dorpskern van Rimburg. De ruimtelijke structuur van het dorp is die van een straatdorp, parallel gelegen aan het riviertje de Worm, die ter plaatse sinds 1816 de rijksgrens vormt met Duitsland. Aan de overkant, op Duits grondgebied, bevindt zich het kasteel Rimburg. De historische dorpskern wordt in het westen begrensd door de westelijke wand van het Wormdal en in het oosten door het riviertje zelf. In het zuiden en noorden is de grens van de historische kern door de geleidelijk steeds verder uitgebreide lintbebouwing minder duidelijk aan te geven, maar valt min of meer samen met de hoofdstraat Rinckberg. Ook de Brugstraat is in het beschermde dorpsgezicht opgenomen, die in oostelijke richting over de Worm naar het kasteel Rimburg en Übach-Palenberg voert.
Rimburg is een rivierdalnederzetting, die waarschijnlijk is ontstaan in de ontginningsperiode van de vroege middeleeuwen (8e-10e eeuw). Het bijzondere karakter van Rimburg wordt in belangrijke mate bepaald door de sedert de 18e eeuw nauwelijks veranderde ruimtelijke structuur. In de historische kern is nog in overwegende mate sprake van een historisch bebouwingsbeeld. Het historisch rooilijnenbeloop is over het algemeen behouden gebleven. Enkele bijzondere elementen in het bebouwingsbeeld zijn de Hoeve Kruishof (met bouwdelen uit 1822 en 1838), de deels nog 18e-eeuwse parochiekerk, het kasteel Rimburg en de watermolen Rimburgermolen. Het oorspronkelijk agrarisch karakter is herkenbaar in een aantal 18e-en 19e-eeuwse boerderijen aan de voormalige Dorpsstraat, thans Rinckberg geheten. De historische carréboerderijen hebben vrij brede gevels, maar staan los van elkaar. Meestal is de topgevel van het woongedeelte naar de straatzijde gericht; bij het schuurgedeelte, meestal met inrijpoort, loopt de daknok evenwijdig aan de straat. De naoorlogse woonhuizen, meest van later oorsprong, staan over het algemeen iets verder terug van de straat.
Met uitzondering van een enkel voorbeeld van vakwerkbouw, zijn de meeste panden opgetrokken uit baksteen, sommige witgeschilderd. Karakteristiek voor het grensdorpje zijn de ijzeren vlaggestokhouders aan de woningen. Op de twee kruispunten van Rinckberg en Brugstraat en van Dorpstraat en Lindengracht staan wegkruizen. De landschappelijke situering in het Wormdal is van groot belang voor de cultuurhistorische beleving van het dorpsgezicht. Bij de omgrenzing is derhalve op die plaatsen waar de landschappelijke situering nog aanwezig en herkenbaar is, de grens naar buiten gelegd, waarbij zoveel mogelijk aansluiting is gezocht bij bestaande ruimtelijke elementen in het landschap, zichtlijnen en perceelgrenzen.

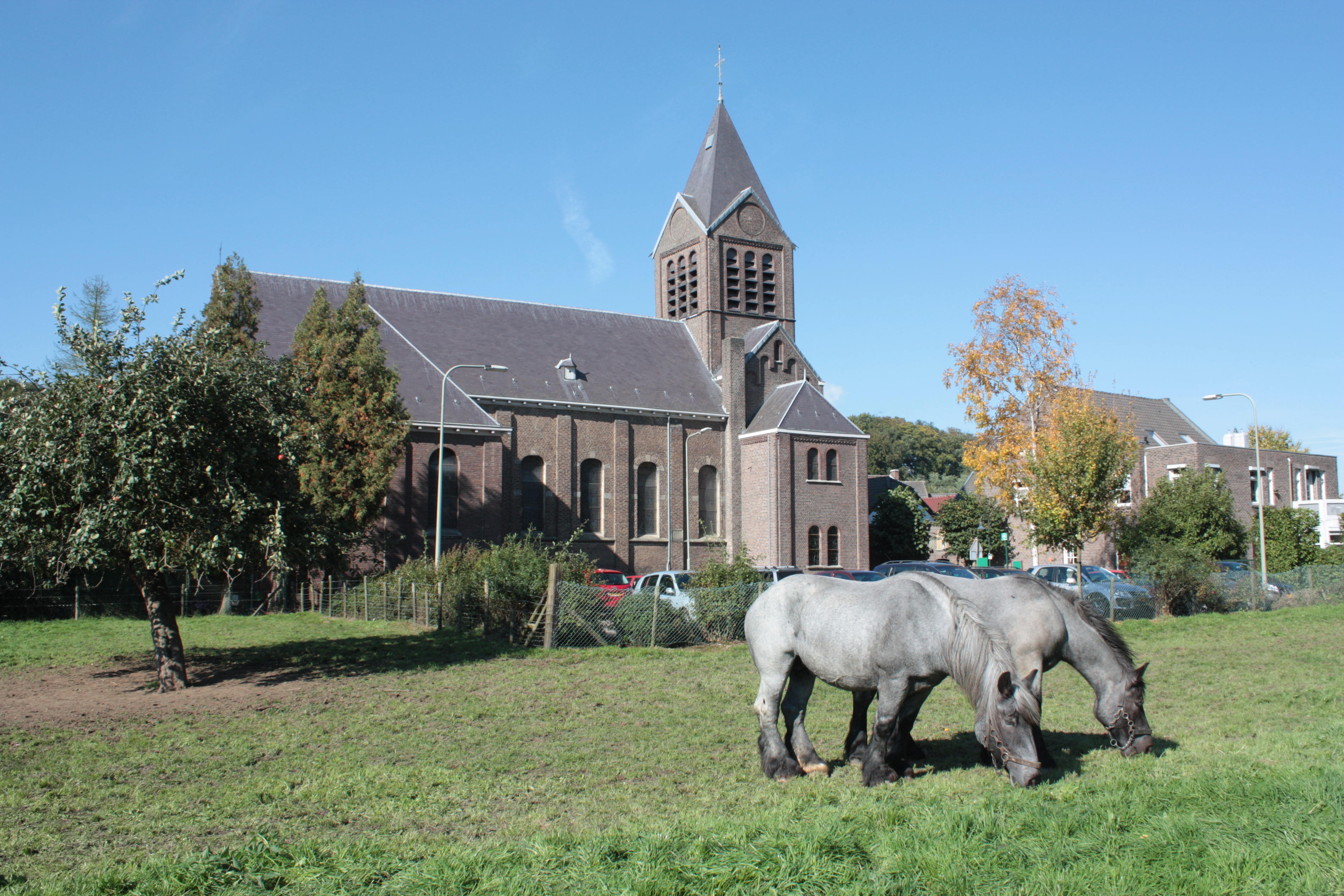
Parochiekerk
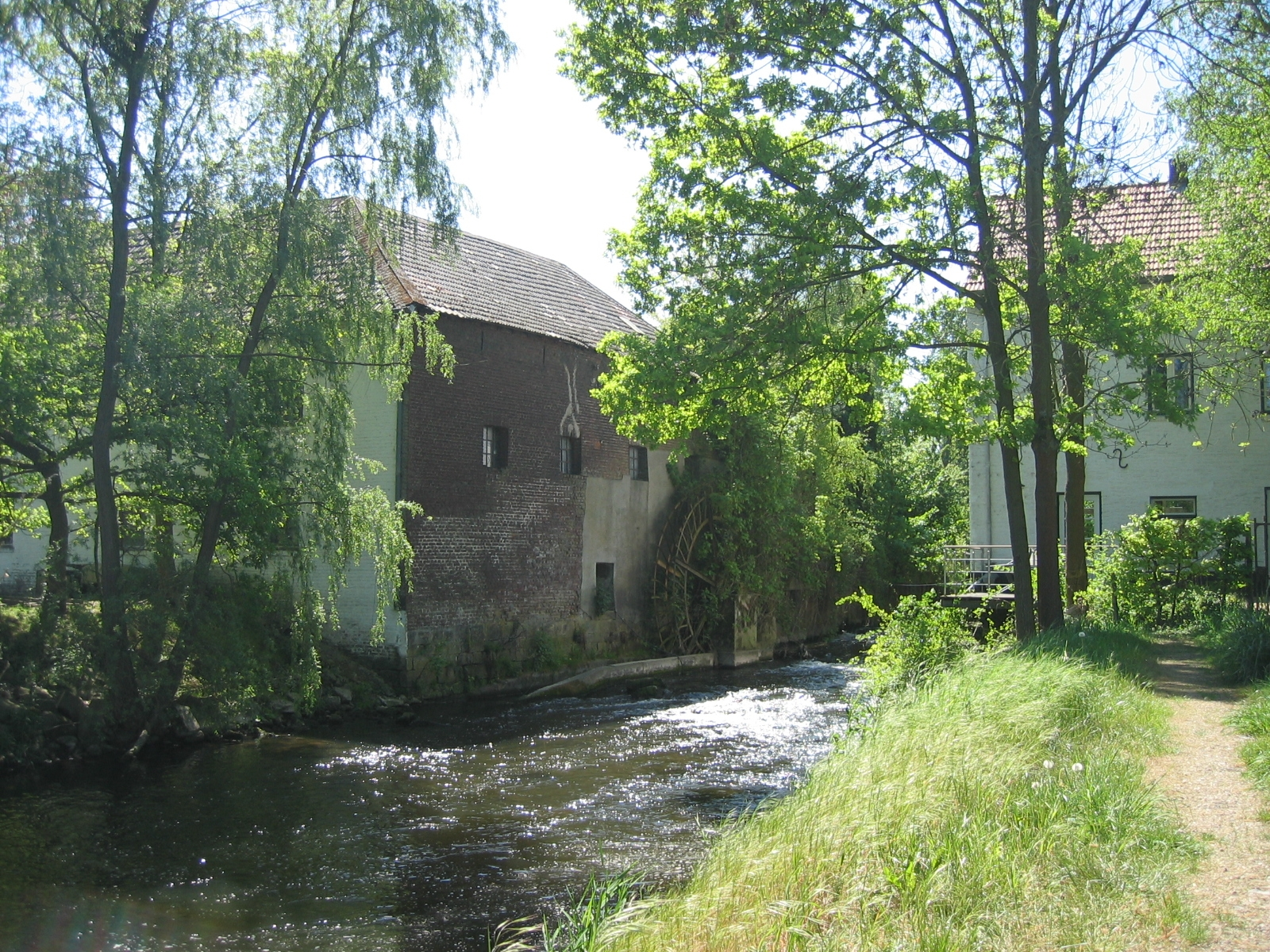
Rimburgermolen
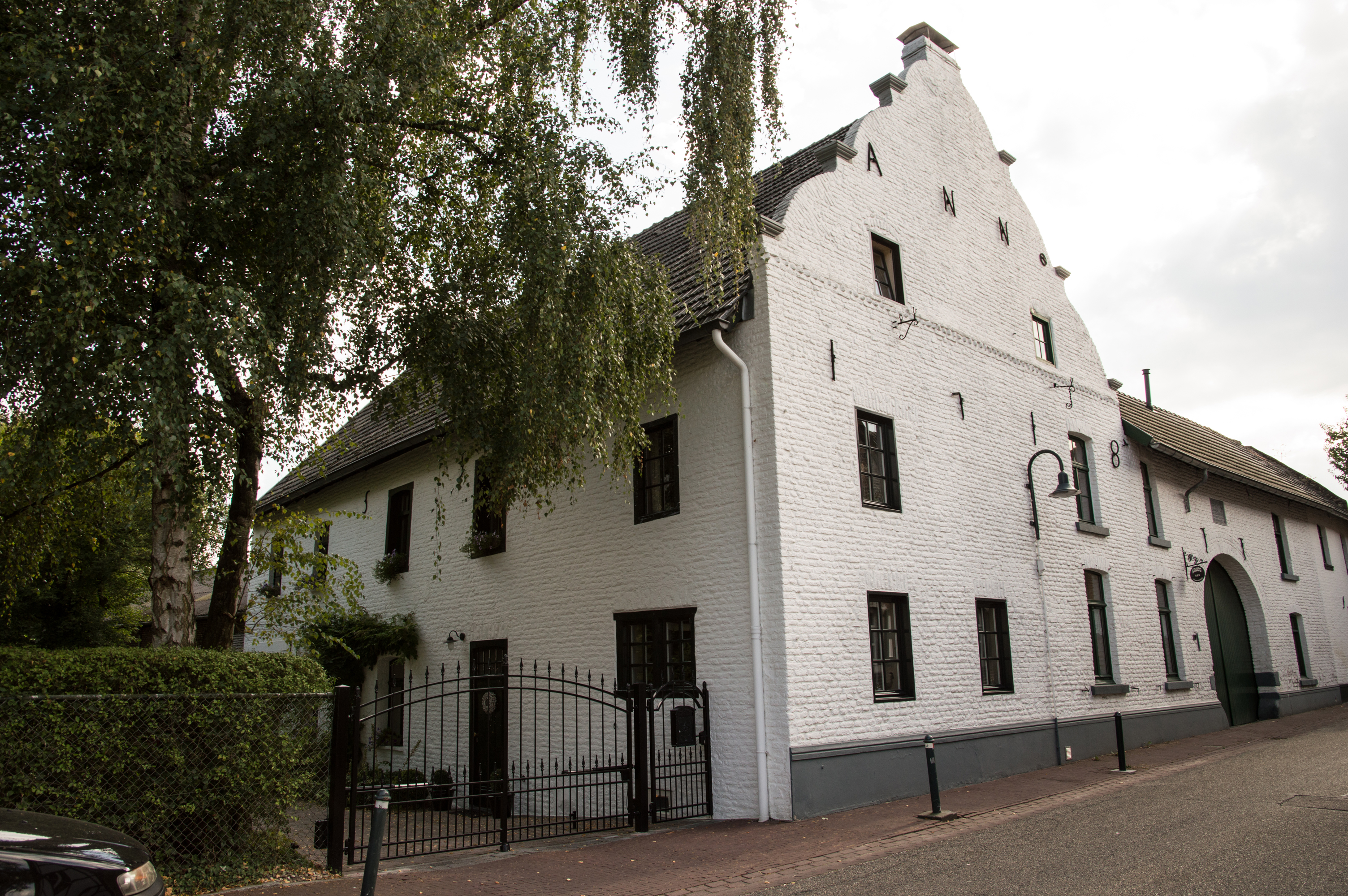
Rinckberg 27-29
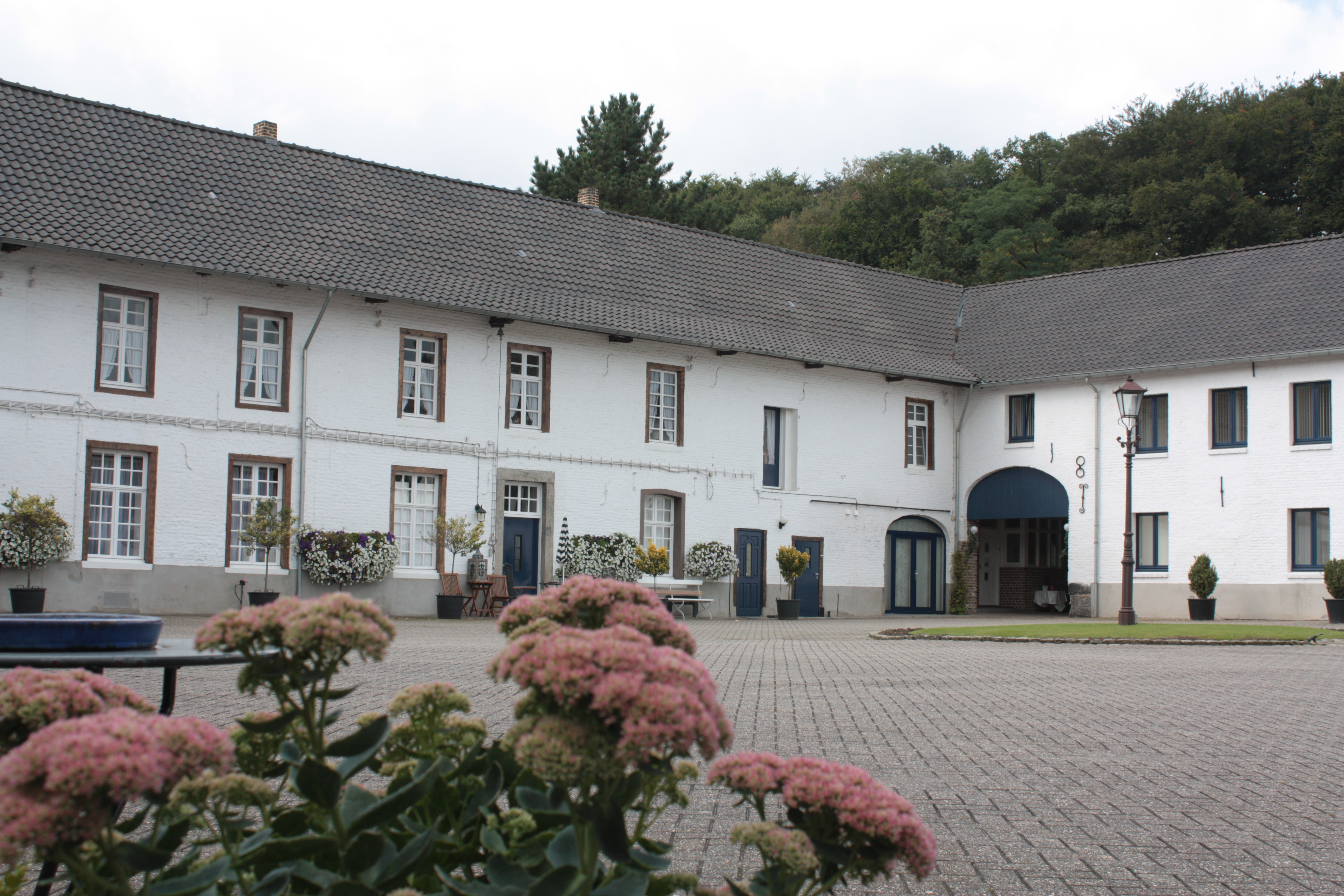
Binnenplaats Kruishof

## Aanwijzing tot rijksbeschermd gezicht
De procedure voor aanwijzing werd gestart op 27 november 1987. Het gebied werd op 14 december 1993 definitief aangewezen. Het beschermd gezicht beslaat een oppervlakte van 21,2 hectare.
Panden die binnen een beschermd gezicht vallen krijgen niet automatisch de status van beschermd monument. Wel zal de gemeente het bestemmingsplan aanpassen om nieuwe ontwikkelingen in het gebied te reguleren. De gezichtsbescherming richt zich op de stedenbouwkundige en cultuurhistorische waardering van een gebied en wil het toekomstig functioneren daarvan veiligstellen.
Naast Rimburg telt de gemeente Landgraaf nog twee andere beschermde stads- en dorpsgezichten.